# John Cecil D'Arcy Dalton
John Cecil D'Arcy Dalton, britanski general, * 1907, † 1981.